# Kašiwa Reysol
Kašiwa Reysol (japonsky 柏レイソル) je japonský fotbalový klub z města Kašiwa hrající v J1 League. Klub byl založen v roce 1940 pod názvem Hitachi SC. Svá domácí utkání hraje na Hitachi Kashiwa Soccer Stadium.

## Úspěchy
- J1 League: 2011
- J.League Cup: 1999, 2013
- Císařský pohár: 1972, 1975, 2012

## Významní hráči
- Jóiči Doi
- Tomokazu Mjódžin
- Keidži Tamada
- Naoja Kondó
- Kišó Jano
- Hiroki Sakai
- Kósuke Nakamura
- Careca
- Müller
- Edílson
- César Sampaio
- Christo Stoičkov
- Seydou Doumbia
- Ever Palacios